# آنفلوانزای هنگ کنگی
آنفلوانزای هنگ کنگی (به انگلیسی: Hong Kong flu)، همچنین شناخته‌شده با نام دنیاگیری ۱۹۶۸ آنفلوانزا، یک دنیاگیری آنفلوانزا بود که گسترش آن در سال‌های ۱۹۶۸ و ۱۹۶۹ حدود یک میلیون نفر را در سراسر جهان کشت. سویه‌ای از ویروس آنفلوانزای نوع ای به نام «H3N2» عامل این بیماری بود که از تغییر آنتی‌ژنی «H2N2» به وجود آمده‌بود. در این فرایند ژنتیکی، ژن‌ها چندین سویه بازآرایی می‌کنند تا ویروس جدیدی را به وجود آورند.
این آنفلوانزا در ژوئیه ۱۹۶۸ در هنگ کنگ آغاز شد. احتمالاتی مبنی بر شروع این دنیاگیری از سرزمین اصلی چین داده‌شده، اما هنوز تأیید نشده‌است.
تا سپتامبر ۱۹۶۸ این ویروس به اروپا، هند، فلیپین و استرالیا رسیده بود و در همان ماه در ایالات متحده آمریکا هم گزارش شد. آنفلوانزای هنگ کنگی تا سال ۱۹۶۹ به ژاپن، آفریقا و آمریکای جنوبی هم رسید.
علائم این ویروس چهار تا پنج روز ادامه داشت و برای برخی تا دو هفته هم می‌رسید. بیشتر مرگ‌های آنفلوانزای هنگ کنگی در افراد بالای ۶۵ سال گزارش شد.